# Aivar Lillevere
Aivar Lillevere (ur. 23 stycznia 1962 w Põltsamaa, Estońska SRR) – estoński piłkarz, grający na pozycji pomocnika lub napastnika, trener piłkarski.

## Kariera piłkarska

### Kariera klubowa
W 1980 rozpoczął karierę piłkarską w klubie Viljandi Linnameeskond, w którym występował do 1991 z wyjątkiem krótkiego pobytu w Pärnu KEK w 1984. W 1992 przeszedł do Viljandi Tulevik. W 1993 wyjechał do Finlandii, gdzie do 1996 bronił barw Vejkot Porvoo.

## Kariera trenerska
W 1998 rozpoczął pracę szkoleniowca. Przez dłuższy czas pracował w klubie Viljandi Tulevik. W lutym 2000 prowadził również reprezentację Estonii. Od 2005 do 2008 trenował FC Elva. W 2009 kierował drugą drużynę Viljandi Tulevik oraz stał na czele juniorskiej reprezentacji Estonii. Od 2011 do 2012 pracował w klubie Flora Tallinn. Od stycznia 2013 ponownie jest trenerem Viljandi Tulevik.